# Bill Pullman
Pour les articles homonymes, voir Pullman.
William James Pullman, dit Bill Pullman, né le 17 décembre 1953 à Hornell (État de New York), est un acteur américain.

## Biographie

### Enfance
William James Pullman naît le 17 décembre 1953 à Hornell dans l'État de New York (États-Unis).
Son père James Pullman est médecin et sa mère Johanna Blaas infirmière. Il est le plus jeune d'une famille de quatre frères (Joe, Jay Pullman) et trois sœurs. Il a des origines anglaises par son père et ses grands-parents maternels ont émigré des Pays-Bas.

### Vie privée
Il est marié à Tamara Hurwitz, une danseuse,,. Ils ont trois enfants ensemble : l'acteur Lewis Pullman, la chanteuse Maesa Pullman et Jack Pullman,.

## Carrière

### Films & séries
Il débute au cinéma en 1986 dans le film Y a-t-il quelqu'un pour tuer ma femme ? de Jim Abrahams, ainsi qu'à la télévision dans un épisode de Cagney et Lacey. L'année suivante, il est à l'affiche de deux longs métrages : La Folle Histoire de l'espace de Mel Brooks et L'Emprise des ténèbres réalisé par Wes Craven.
En 1988, il tourne de nouveau dans deux films Le Rocher de Gibraltar (avec Burt Lancaster,Suzy Amis, Patricia Clarkson, Frances Conroy et Sinéad Cusack) et Voyageur malgré lui (avec William Hurt et Geena Davis (entre autres)).
En 1990, il est présent dans le thriller Bright Angel de Michael Fields, la comédie L'Amour dans de beaux draps de Carl Reiner et le film d'horreur Sanglante Paranoïa. À la télévision, il joue dans un épisode de The Tracey Ullman Show.
En 1992, il tourne dans quatre films : Les news boys de Kenny Ortega,  Une équipe hors du commun de Penny Marshall, Singles de Cameron Crowe et Nuits blanches à Seattle.
En 1994, il joue dans The Favor, Wyatt Earp (où il retrouve Lawrence Kasdan pour la seconde fois) et Last Seduction.
En 1996, il incarne le Président des États-Unis Thomas J. Whitmore dans le premier volet d' Independence Day réalisé par Roland Emmerich, et apparaît dans Mr. Wrong de Nick Castle. L'année suivant il a le premier rôle dans Lost Highway de David Lynch.
En 1998, après avoir tourné deux fois sous la direction de Lawrence Kasdan, il est dirigé par le fils de ce dernier, Jake dans La Méthode zéro. L'année suivante, il est présent dans Bangkok, aller simple (avec Kate Beckinsale et Claire Danes), Lake Placid (aux côtés de Bridget Fonda, Brendan Gleeson et Oliver Platt) et History Is Made at Night.
En 2000, il tourne dans Le Coupable d'Anthony Waller, il prête sa voix dans Titan A.E. de Don Bluth et dans la série American Masters, retrouve Nora Ephron (après Nuits blanches à Seattle, 8 ans auparavant) dans Le Bon Numéro et tient un petit rôle dans A Man Is Mostly Water de Fred Parnes.
En 2002, il est présent dans Igby de Burr Steers, Mise à feu d'Yves Simoneau et a un petit rôle dans Bienvenue à 29 Palms. Deux ans plus tard, il joue dans le premier volet de The Grudge réalisé par Takashi Shimizu avec Sarah Michelle Gellar, Jason Behr et KaDee Strickland (entre autres).
En 2006, il apparaît dans Scary Movie 4 et Alien Autopsy. L'année suivante, il joue dans Nobel Son de Randall Miller (il tournera de nouveau avec ce dernier l'année d'après dans Bottle Shock) et retrouve John Dahl pour une seconde fois dans You Kill Me.
En 2010, il fait partie du casting du film de Michael Winterbottom : The Killer Inside Me aux côtés de Casey Affleck, Kate Hudson, Jessica Alba, Elias Koteas et Simon Baker, ainsi que du long métrage Le Secret de Peacock.
En 2013, après avoir quitté la série 1600 Penn (dans laquelle il était présent depuis l'année d'avant), il joue dans Red Sky de Mario Van Peebles et May in the Summer de Cherien Dabis. L'année suivante, il obtient un rôle dans le premier opus d'Equalizer d'Antoine Fuqua avec Denzel Washington et Chloë Grace Moretz.
En 2016, il reprend son rôle dans Independence Day : Resurgence toujours réalisé par Roland Emmerich et joue également dans LBJ de Rob Reiner (fils de Carl Reiner, qui l'avait dirigé dans L'Amour dans de beaux draps en 1990) et Brother Nature d'Osmany Rodriguez.
En 2017, il obtient un des rôles principaux de la série d'anthologie The Sinner, diffusée sur USA Network. Il est présent au cinéma dans le biopic Battle of the Sexes de Jonathan Dayton et Valerie Faris, mais également La Balade de Lefty Brown de Jared Moshé, Walking Out d'Alex Smith et Andrew J. Smith et A Thousand Junkies de Tommy Swerdlow.
L'année d'après, il reprend son rôle dans Equalizer 2, toujours réalisé par Antoine Fuqua et joue également dans Trouble de Theresa Rebeck.
En 2020, il retrouve Matt Bomer dans la saison 3 de The Sinner, après le film Walking Out d'Alex Smith et Andrew J. Smith, sorti en 2017.

## Filmographie

### Cinéma

#### Années 1980
- 1986 : Y a-t-il quelqu'un pour tuer ma femme ? (Ruthless people) de Jim Abrahams : Earl
- 1987 : La Folle Histoire de l'espace (Spaceballs) de Mel Brooks : Capitaine Lone Starr
- 1987 : L'Emprise des ténèbres (The Serpent and the rainbow) de Wes Craven : Dennis Alan
- 1988 : Le Rocher de Gibraltar (Rocket Gibraltar) de Daniel Petrie : Crow Black
- 1988 : Voyageur malgré lui (The Accidental Tourist) de Lawrence Kasdan : Julian
- 1989 : Cold Feet de Robert Dornhelm : Buck

#### Années 1990
- 1990 : Bright Angel de Michael Fields : Bob
- 1990 : L'Amour dans de beaux draps (Sibling Rivalry) de Carl Reiner : Nicholas Meany
- 1990 : Sanglante Paranoïa (Brain Dead) d'Adam Simon : Rex Martin
- 1991 : Traumatismes (Liebestraum) de Mike Figgis : Paul Kessler
- 1991 : Going Under de Mark W. Travis : Biff Banner
- 1992 : Les news boys (Newsies) de Kenny Ortega : Bryan Denton
- 1992 : Une équipe hors du commun (A league of their own) de Penny Marshall : Bob Hinson
- 1992 : Singles de Cameron Crowe : Dr. Jeffrey Jamison
- 1992 : Nuits blanches à Seattle (Sleepless in Seattle) de Nora Ephron : Walter
- 1993 : Sommersby de Jon Amiel : Orin
- 1993 : Malice de Harold Becker : Andy
- 1993 : Nervous Ticks de Rocky Lang : York Daley
- 1994 : The Favor de Donald Petrie : Peter Whiting
- 1994 : Wyatt Earp de Lawrence Kasdan : Ed Masterson
- 1994 : Last Seduction de John Dahl : Clay Gregory
- 1995 : L'Amour à tout prix (While you were sleeping) de Jon Turteltaub : Jack
- 1995 : Casper de Brad Silberling : Dr. Harvey
- 1996 : Independence Day de Roland Emmerich : Président Thomas J. Whitmore
- 1996 : Mr. Wrong de Nick Castle : Whitman Crawford
- 1997 : Lost Highway de David Lynch : Fred Madison
- 1997 : The End of Violence de Wim Wenders : Mike Max
- 1998 : La Méthode zéro (Zero effect) de Jake Kasdan : Daryl Zero
- 1999 : Bangkok, aller simple (Brokedown Palace) de Jonathan Kaplan : Hank Greene
- 1999 : Lake Placid de Steve Miner : Jack Wells
- 1999 : History Is Made at Night d'Ilkka Järvi-Laturi : Harry Howe / Ernie Halliday

#### Années 2000
- 2000 : Le Coupable (The Guilty) d'Anthony Waller : Callum Crane
- 2000 : Titan A.E. de Don Bluth : Korso (voix)
- 2000 : Le Bon Numéro (Lucky numbers) de Nora Ephron : Détective Pat Lakewood
- 2000 : A Man Is Mostly Water de Fred Parnes : Un fasciste sur le parking
- 2002 : Igby de Burr Steers : Jason
- 2002 : Mise à feu (Ignition) d'Yves Simoneau : Marshall Conor Gallagher
- 2002 : Bienvenue à 29 Palms (29 Palms) de Leonardo Ricagni : Un homme
- 2003 : Dear Wendy de Thomas Vinterberg : Krugsby
- 2003 : Rick de Curtiss Clayton : Rick O'Lette
- 2004 : The Grudge de Takashi Shimizu : Peter
- 2006 : Scary Movie 4 de David Zucker : Henry Hale
- 2006 : Alien Autopsy de Jonny Campbell : Morgan Banner
- 2007 : Nobel Son de Randall Miller : Max Mariner
- 2007 : You Kill Me de John Dahl : Dave
- 2008 : Bottle Shock de Randall Miller : Jim Barrett
- 2008 : Phoebe in Wonderland de Daniel Barnz : Peter Lichten
- 2008 : Surveillance de Jennifer Chambers Lynch : Sam Hallaway
- 2008 : Your Name Here de Matthew Wilder : William J. Frick

#### Années 2010
- 2010 : The Killer Inside Me de Michael Winterbottom : Billy Boy Walker
- 2010 : Le Secret de Peacock (Peacock) de Michael Lander : Edmund French
- 2011 : Rio Sex Comedy de Jonathan Nossiter : William / L'ambassadeur
- 2011 : Bringing up Bobby de Famke Janssen : Kent
- 2012 : Lola Versus de Daryl Wein (en) : Lenny
- 2013 : Red Sky de Mario Van Peebles : John Webster
- 2013 : May in the Summer de Cherien Dabis : Edward Brennan
- 2014 : Equalizer d'Antoine Fuqua : Brian Plummer
- 2015 : American Ultra de Nima Nourizadeh : Raymond Krueger
- 2016 : Independence Day : Resurgence de Roland Emmerich : Président Thomas J. Whitmore
- 2016 : LBJ de Rob Reiner : Ralph Yarborough
- 2016 : Brother Nature d'Osmany Rodriguez : Jerry Turley
- 2017 : Battle of the Sexes de Jonathan Dayton et Valerie Faris :
- 2017 : La Balade de Lefty Brown (The Ballad of Lefty Brown) de Jared Moshé : Lefty Brown
- 2017 : Walking Out d'Alex Smith et Andrew J. Smith : Clyde
- 2017 : A Thousand Junkies de Tommy Swerdlow : Lui-même
- 2018 : Equalizer 2 (The Equalizer 2) d'Antoine Fuqua : Brian Plummer
- 2018 : Trouble de Theresa Rebeck : Ben
- 2019 : The Coldest Game (en) de Lukasz Kośmicki : Joshua Mansky

#### Années 2020
- 2020 : Dark Waters de Todd Haynes : Harry Deitzler
- 2020 : La Voix du succès (The High Note) de Nisha Ganatra : Max
- 2026 : The Basics of Philosophy de Paul Schrader

#### Courts métrages
- 1993 : Phone de Tim Pope : Duke
- 2017 : Fall from Grace de Jennifer Lynch : La détective

### Séries télévisées
- 1986 : Cagney et Lacey (Cagney & Lacey) : Dr. Giordano
- 1990 : The Tracey Ullman Show : Sheldon Moss
- 1995 : Fallen Angels : Rich Thurber
- 2000 : American Masters : Edward Curtis (voix)
- 2001 : Night Visions : Major Ben Darnell
- 2005 : Révélations (Revelations) : Dr. Richard Massey
- 2008 : New York, unité spéciale (Law and Order : Special Victims Unit) : Kurt Moss (saison 9, épisode 16)
- 2011 : Torchwood : Oswald Danes
- 2012 - 2013 : 1600 Penn : Président Dale Gilchrist
- 2017 - 2023 : The Sinner : Harry Ambrose
- 2021 : Halston : David Mahoney

#### Téléfilms
- 1989 : Home Fires Burning de Glenn Jordan : Lieutenant Henry Tibbetts
- 1992 : Crazy in Love de Martha Coolidge : Nick Symonds
- 1996 : Jury en otage (Mistrial) d'Heywood Gould : Steve Donohue
- 1997 : Merry Christmas, George Bailey de Matthew Diamond : George Bailey
- 2000 : Le Virginien (The Virginian) de lui-même : Le virginien
- 2004 : Un père pas comme les autres (Tiger Cruise) de Duwayne Dunham : Commandant Gary Dolan
- 2010 : Nathan vs. Nurture de James Burrows : Arthur
- 2011 : Too Big to Fail : Débâcle à Wall Street (Too Big to Fail) de Curtis Hanson : Jamie Dimon
- 2011 : Innocent de Mike Robe : Rusty Sabich

## Voix francophones
En France, Renaud Marx a été la voix régulière de Bill Pullman de 1995 à 2020. Vincent Violette et Michel Papineschi l'ont également doublé respectivement à six et quatre reprises.